# پاتریسیا اورکیولا
پاتریسیا اورکیولا هیدالگو ((به اسپانیایی: Patricia Urquiola Hidalgo)؛ (زادهٔ ۱۲ مهٔ ۱۹۶۱ میلادی) یک معمار و طراح اهل اسپانیا است.